# 톰 소여의 모험 (1938년 영화)
톰 소여의 모험(The Adventures Of Tom Sawyer)은 미국에서 제작된 H.C. 포터, 노먼 터로그, 조지 큐커, 윌리엄 A. 웰먼 감독의 1938년 영화이다. 토미 켈리 등이 주연으로 출연하였고 데이빗 O. 셀즈닉 등이 제작에 참여하였다.

## 출연

### 주연
- 토미 켈리
- 잭키 모란

### 조연
- 앤 길리스
- 메이 롭슨
- 월터 브레넌
- 빅터 조리

## 제작진
- 원작자: 마크 트웨인
- 미술: 윌리엄 카메론 멘지스
- 의상: 월터 플렁킷